# Karol Kurpiński
Karol Kazimierz Kurpiński (Włoszakowice, 6 de marzo de 1785-Varsovia, 18 de septiembre de 1857) fue un compositor, director de orquesta y pedagogo polaco. 
Karol empezó sus estudios bajo la tutela de su padre, Marcin Kurpiński, un organista. A los 12 años, comenzó como organista en la iglesia de Sarnowa cerca de Rawicz, donde su tío Karol Wański era el prelado. En 1800 su otro tío, el chelista Roch Wański, lo llevó ante el conde Feliks Polanowski, cerca de Lviv, que tenía una orquesta privada en la cual Wański fue miembro y en el que el joven Kurpiński tocaba el violín. 
Alrededor de 1808, Kurpiński compuso su primera ópera, Pygmalion. En 1810, se instaló en Varsovia. Con la ayuda de Józef Elsner se convirtió en el director de orquesta de la Ópera de Varsovia, un cargo que mantuvo hasta 1840. Impartió clases en muchas prestigiosas escuelas,m entre ella una que él mismo fundó. En 1815, se convirtió en miembro de diferentes sociedades musicales en Polonia así como también en la Société des Enfants d'Apollon en París. Fue kapellmeister de la corte real polaca en 1819 y ese mismo año recibió el reconocimiento por toda una vida al servicio de la música. En 1823 fue condecorado con la Orden de San Estanislao.
Kurpiński fue uno de los más venerados compositores polacos antes de Frédéric Chopin, y ayudó a formar el estilo nacional, preparando el terreno para la llegada del periodo Romántico. Contribuyó al desarrollo de la ópera polaca e introdujo nuevos elementos musicales, como por ejemplo el modo de expresión novelesco.

## Trabajos, ediciones y grabaciones
- Zamek na Czorsztynie, czyli Bojomir i Wanda opera in 2 acts. Libretto: Józef Wawrzyniec Krasiński z Radziejowic (recording by Polska Orkiestra Sinfonia Iuventus - conducido por Michał Niedziałek, con los solistas Aleksandra Orłowska-Jabłońska, Hubert Stolarski, Jadwiga Niebelska, Tomasz Raff, Witold Żołądkiewicz Dux Records)